# Piosenka poetycka
Piosenka poetycka – utwór słowno-muzyczny, wykonywany najczęściej przez solistów, przy akompaniamencie instrumentu muzycznego. Za tekst danej pieśni służy poezja. W przeciwieństwie do poezji śpiewanej tekst piosenki poetyckiej pisany jest z przeznaczeniem do zaśpiewania.
W Polsce śpiewano, m.in. teksty: Ryszarda Krynickiego, Stanisława Barańczaka, Bogdana Loebla, Jana Krzysztofa Kelusa; poza Polską, m.in.: Jacques’a Préverta, Borisa Viana, Allena Ginsberga, czy Boba Dylana. Piosenka poetycka występuje też w formie piosenki autorskiej, której przedstawicielami są, m.in.: Wojciech Młynarski, Jacek Kaczmarski, Leszek Długosz, Grzegorz Turnau, Roman Kołakowski; poza Polską: Jacques Brel, Georges Brassens, Władimir Wysocki, Bułat Okudżawa. Ten rodzaj piosenki jest często mylony z poezją śpiewaną – są to wiersze, które nie były w zamierzeniu twórcy przeznaczone do śpiewania, np. Hymn O Miłości (I Kor 13) – wyk. Antonina Krzysztoń, Bema pamięci żałobny-rapsod Cypriana Kamila Norwida – wykonanie i aranżacja Czesław Niemen, Niepewność Adama Mickiewicza – wyk. Marek Grechuta, Deszcze Krzysztofa Kamila Baczyńskiego, Grande Valse Brillante z Kwiatów polskich Juliana Tuwima i Karuzela z Madonnami Mirona Białoszewskiego – wyk. Ewa Demarczyk. Do tekstów lirycznych, które nie były inspirowane muzyką, lecz stylizowane były na tekst słowny, zalicza się między innymi Piosenkę dla zmarłej Jarosława Iwaszkiewicza.